# FIFA-Konföderationen-Pokal 2009/Finalrunde
Dieser Artikel umfasst die Spiele der Finalrunde beim FIFA-Konföderationen-Pokal 2009 mit allen statistischen Details.

## Halbfinale

### Spanien – USA 0:2 (0:1)
| Spanien                                                         | Spanien | USA | USA |
| --------------------------------------------------------------- | --- | --- | --- |
| Spanien                                                         | \| 24. Juni 2009 um 20:30 Uhr in Bloemfontein (Free-State-Stadion) \| \| Zuschauer: 35.369 \| \| Schiedsrichter: Jorge Larrionda ( Uruguay) \|                                                                                 | \| 24. Juni 2009 um 20:30 Uhr in Bloemfontein (Free-State-Stadion) \| \| Zuschauer: 35.369 \| \| Schiedsrichter: Jorge Larrionda ( Uruguay) \| | USA |
| Spanien                                                         | Iker Casillas – Sergio Ramos, Carles Puyol, Gerard Piqué, Joan Capdevila – Xabi Alonso – Xavi, Albert Riera (78. Juan Mata) – Cesc Fàbregas (68. Santi Cazorla) – Fernando Torres, David Villa Cheftrainer: Vicente del Bosque | Tim Howard – Jay DeMerit, Carlos Bocanegra , Oguchi Onyewu, Jonathan Spector – Michael Bradley, Ricardo Clark, Landon Donovan, Clint Dempsey (88. Jonathan Bornstein) – Jozy Altidore (83. Conor Casey), Charlie Davies (69. Benny Feilhaber) Cheftrainer: Bob Bradley | USA |
| Spanien                                                         | 0:1 Altidore (27.) 0:2 Dempsey (74.) | | USA |
| Spanien                                                         | Capdevila, Piqué (2.) | Donovan, Altidore | USA |
| Spanien                                                         | Bradley (87., grobes Foulspiel) | | USA |
| 24. Juni 2009 um 20:30 Uhr in Bloemfontein (Free-State-Stadion) | | |     |
| Zuschauer: 35.369                                               | | |     |
| Schiedsrichter: Jorge Larrionda ( Uruguay)                      | | |     |

### Brasilien – Südafrika 1:0 (0:0)
| Brasilien                                                       | Brasilien | Südafrika | Südafrika |
| --------------------------------------------------------------- | --- | --- | --------- |
| Brasilien                                                       | \| 25. Juni 2009 um 20:30 Uhr in Johannesburg (Ellis-Park-Stadion) \| \| Zuschauer: 48.049 \| \| Schiedsrichter: Massimo Busacca ( Schweiz) \|                                   | \| 25. Juni 2009 um 20:30 Uhr in Johannesburg (Ellis-Park-Stadion) \| \| Zuschauer: 48.049 \| \| Schiedsrichter: Massimo Busacca ( Schweiz) \| | Südafrika |
| Brasilien                                                       | Júlio César – Maicon, Lúcio , Luisão, André Santos (82. Dani Alves) – Gilberto Silva – Felipe Melo, Ramires – Kaká – Robinho, Luís Fabiano (90.+2’ Kléberson) Cheftrainer: Dunga | Itumeleng Khune – Tsepo Masilela, Aaron Mokoena , Matthew Booth, Siboniso Gaxa – Benson Mhlongo, Kagisho Dikgacoi, Teko Modise (90.+1’ Katlego Mashego), Steven Pienaar (90.+3’ Elrio van Heerden) – Siphiwe Tshabalala (90.+1’ Katlego Mphela), Bernard Parker Cheftrainer: Joel Santana | Südafrika |
| Brasilien                                                       | 1:0 Dani Alves (88.) | | Südafrika |
| Brasilien                                                       | Felipe Melo, André Santos, Dani Alves | Masilela | Südafrika |
| 25. Juni 2009 um 20:30 Uhr in Johannesburg (Ellis-Park-Stadion) | | |           |
| Zuschauer: 48.049                                               | | |           |
| Schiedsrichter: Massimo Busacca ( Schweiz)                      | | |           |

## Spiel um Platz 3

### Spanien – Südafrika 3:2 n.V. (2:2, 0:0)
| Spanien                                                           | Spanien | Südafrika | Südafrika |
| ----------------------------------------------------------------- | --- | --- | --------- |
| Spanien                                                           | \| 28. Juni 2009 um 15:00 Uhr in Rustenburg (Royal-Bafokeng-Stadion) \| \| Zuschauer: 31.788 \| \| Schiedsrichter: Matthew Breeze ( Australien) \| | \| 28. Juni 2009 um 15:00 Uhr in Rustenburg (Royal-Bafokeng-Stadion) \| \| Zuschauer: 31.788 \| \| Schiedsrichter: Matthew Breeze ( Australien) \| | Südafrika |
| Spanien                                                           | Iker Casillas – Álvaro Arbeloa, Gerard Piqué, Raúl Albiol, Joan Capdevila – Santi Cazorla, Xabi Alonso, Sergio Busquets (81. Fernando Llorente), Albert Riera – Fernando Torres (57. Daniel Güiza), David Villa (57. David Silva) Cheftrainer: Vicente del Bosque | Itumeleng Khune – Tsepo Masilela, Aaron Mokoena , Matthew Booth, Siboniso Gaxa – MacBeth Sibaya, Kagisho Dikgacoi, Teko Modise (69. Elrio van Heerden), Steven Pienaar (64. Katlego Mphela) – Siphiwe Tshabalala (84. Benson Mhlongo), Bernard Parker Cheftrainer: Joel Santana | Südafrika |
| Spanien                                                           | 1:1 Güiza (88.) 2:1 Güiza (89.) 3:2 Alonso (107.) | 0:1 Mphela (73.) 2:2 Mphela (90.+3') | Südafrika |
| Spanien                                                           | Busquets, Piqué (3.), Albiol (2.), Llorente | Pienaar (2.), Mphela, Masilela (2.) | Südafrika |
| 28. Juni 2009 um 15:00 Uhr in Rustenburg (Royal-Bafokeng-Stadion) | | |           |
| Zuschauer: 31.788                                                 | | |           |
| Schiedsrichter: Matthew Breeze ( Australien)                      | | |           |

## Finale

### USA – Brasilien 2:3 (2:0)
| USA                                                             | USA | Brasilien | Brasilien |
| --------------------------------------------------------------- | --- | --- | --------- |
| USA                                                             | \| 28. Juni 2009 um 20:30 Uhr in Johannesburg (Ellis-Park-Stadion) \| \| Zuschauer: 52.291 \| \| Schiedsrichter: Martin Hansson ( Schweden) \| | \| 28. Juni 2009 um 20:30 Uhr in Johannesburg (Ellis-Park-Stadion) \| \| Zuschauer: 52.291 \| \| Schiedsrichter: Martin Hansson ( Schweden) \|                            | Brasilien |
| USA                                                             | Tim Howard – Carlos Bocanegra , Jay DeMerit, Oguchi Onyewu, Jonathan Spector – Ricardo Clark (88. Conor Casey), Benny Feilhaber (75. Sacha Klještan), Clint Dempsey, Landon Donovan – Jozy Altidore (75. Jonathan Bornstein), Charlie Davies Cheftrainer: Bob Bradley | Júlio César – Maicon, Lúcio , Luisão, André Santos (66. Dani Alves) – Gilberto Silva – Felipe Melo, Ramires (67. Elano) – Kaká – Robinho, Luís Fabiano Cheftrainer: Dunga | Brasilien |
| USA                                                             | 1:0 Dempsey (10.) 2:0 Donovan (27.) | 2:1 Luís Fabiano (46.) 2:2 Luís Fabiano (74.) 2:3 Lúcio (84.) | Brasilien |
| USA                                                             | Bocanegra | Felipe Melo (2.), André Santos (2.), Lúcio | Brasilien |
| 28. Juni 2009 um 20:30 Uhr in Johannesburg (Ellis-Park-Stadion) | | |           |
| Zuschauer: 52.291                                               | | |           |
| Schiedsrichter: Martin Hansson ( Schweden)                      | | |           |